# Jiří Mlíkovský
Jiří Mlíkovský (* 15. September 1954 in Prag) ist ein tschechischer Paläornithologe und Ornithologe. Er befasst sich vor allem mit Vögeln aus dem Tertiär in Europa, z. B. dem Miozän und Pleistozän von Österreich und Tschechien.
Mlíkovský wurde 1977 an der Martin-Luther-Universität Halle promoviert (Beiträge zur Evolution des Vogelgehirns). Er ist Kurator der ornithologischen Sammlung im Nationalmuseum Prag.
Er ist der Verfasser eines Katalogs der fossilen Vögel aus dem Känozoikum in Europa (Band 1 einer geplanten Serie, die sich dann auch auf andere Erdteile erstreckt).
In den Sammlungen des Naturkundemuseums Berlin fand er 2011 mit Sylke Frahnert neue Vogelarten, gesammelt im Libanon und Syrien 1820 bis 1825 von Christian Gottfried Ehrenberg und dem mit ihm befreundeten Arzt und Zoologen Friedrich Wilhelm Hemprich (1796–1825). Außerdem revidierte er die Benennung neuer fossiler Vogelarten (unter anderem einen Pelikan) durch Heinrich Gottlieb Ludwig Reichenbach 1852 und beschrieb die Vogelsammlung im Institut für Zoologie der Polnischen Akademie der Wissenschaften in Warschau.
Er ist auch Übersetzer von Literatur aus dem Englischen und Deutschen.

## Schriften
- mit Karel Buric: Die Reiherente, Neue Brehm Bücherei, Ziemsen Verlag 1983
- Herausgeber und Mitautor: Tertiary avian localities of Europe, Acta Universitatis Carolinae, Geologica, 39, 1996.
- Cenozoic birds of the world, Part 1: Europe, Prag, Ninox Press, 2002,  pdf
- Herausgeber mit Vladimir Jan Amos Novák: Towards a new synthesis in evolutionary biology : proceedings of the international symposium, Praha, 5-11 July 1987, Prag, Tschechoslowakische Akademie der Wissenschaften 1987.
- The evolution of cenozoic marine avifaunas of Europe, Annalen Naturhist. Museum Wien, 111 A, 2009, 357-374, pdf